# Вольфганг Фальк
Вольфганг «Вольф» Фальк (нім. Wolfgang „Wolf“ Falck; 19 серпня 1910, Берлін — 13 березня 2007, Санкт-Ульріх-ам-Піллерзе) — німецький льотчик-ас, один із творців нічної винищувальної авіації, оберст люфтваффе. Кавалер Лицарського хреста Залізного хреста.

## Біографія
Закінчив піхотне училище. Служив в 2-му піхотному полку в Штеттіні. В 1931/32 роках проходив льотну підготовку у Німецькій школі повітряних сполучень, в квітні-вересні 1932 року — в секретній авіашколі рейхсверу в Липецьку. Після повернення знову направлений у піхотну частину. В 1934 році переведений в люфтваффе і призначений командиром навчальної ланки авіаучилища в Шляйссгаймі. З 1 квітня 1936 року — інструктор, потім ад'ютант, з 1 липня 1938 року — командир 8-ї ескадрильї 132-ї винищувальної ескадри в Ютербозі. З 1 листопада 1938 року — командир 5-ї ескадрильї 141-ї винищувально-штурмової ескадри. Учасник Польської, Норвезької і Французької кампаній.
Першу перемогу здобув 2 вересня 1939 року в Польщі. З кінця грудня 1939 року — командир 1-ї групи 1-ї винищувально-штурмової ескадри. 10 січня 1940 року над Північним морем збив «Бленгейм», 17 і 19 січня — ще по одному. З 22 червня 1940 року на базі його групи була сформована перша група нічних винищувачів. З 26 червня 1940 року — командир 1-ї ескадри нічних винищувачів. Емблема його групи — сріблястий сокіл із родового герба Фалька на тлі синього неба — стала емблемою усієї нічної винищувальної авіації. 30 червня 1943 року замінений майором Вернером Штрайбом і в липні 1943 року призначений начальником передового поста «Південний Схід», який займався координацією дій нічних винищувачів у південно-східній частині Європи, насамперед в Румунії. Потім служив на різних посадах у штабі повітряного флоту «Рейх», був заступником інспектора нічної винищувальної авіації. Всього за час бойових дій здійснив 90 бойових вильотів і збив 8 літаків, у тому числі 1 вночі. Після закінчення війни працював радником компанії North American Aviation Inc. в Бонні.

## Нагороди
- Нагрудний знак пілота (25 травня 1937)
- Медаль «За вислугу років у Вермахті» 4-го класу (4 роки)
- Медаль «У пам'ять 1 жовтня 1938» із застібкою «Празький град»
- Залізний хрест 2-го і 1-го класу
- Авіаційна планка винищувача в золоті
- Лицарський хрест Залізного хреста (2 жовтня 1940)